# Абрам Кардинер
Абрам Кардинер (на английски: Abram Kardiner) е американски лекар, психоаналитик и психокултурен теоретик.

## Биография
Роден е на 17 август 1891 година в Ню Йорк, САЩ, в семейство на имигранти. Завършва първо Колежа на Ню Йорк, а после Корнелското медицинско училище. Впоследствие отива в болницата Маунт Синай за две години и започва психиатричната си специализация в Манхатънската щатска болница на остров Уорд. След като приключва по идея на д-р Хорейс Фринк, Кардинер търси анализа със Зигмунд Фройд и е приет като студент пациент (1921 – 1922). Фройд слага две ограничения на тази анализа: да не се простира повече от 6 месеца и цената на една сесия да е 10 долара. Кардинер е доволен от факта, че Фройд го нарича „menschen kenner“ (познавач на хората). Кардинер работи под супервизията на Фринк (1923), на Ейбрахам Брил (1923), на Ото Ранк през (1924) и на Франц Александер (1927).
Абрам Кардинер е член на Нюйоркското психоаналитично общество, както и един от основателите на Нюйоркския психоаналитичен институт, първия такъв институт в САЩ. Той успява да докара Шандор Радо от Берлин, за да го направи образователен директор. През 1941 г. Кардинер напуска института поради теоретични и политически спорове и през 1945 г. заедно с Радо, Джордж Даниелс и Дейвид Леви, основава Клиниката за психоаналитично обучение и изследване към Колумбийския университет. Той става директор на клиниката от 1959 до 1967 г., а и по това време вече е и клиничен професор по психиатрия към Колумбийския университет.
Умира на 20 юли 1981 година в Йистън на 89-годишна възраст.